# Putukwam
Le putukwam, utugwang-irungene-afrike, groupe obe ou groupe ebe, est une langue bendi parlée au Nigeria.

## Nom
Otronyi et al. notent que si la quinzième édition d'Ethnologue, Languages of the World de 2005 nomme cette langue « putukwam », ils n'ont trouvé personne au Nigeria qui connaisse la signification de ce terme, ni à quoi il fait référence, et que Crozier et Blench, dans leur Index of Nigerian Languages, la répertorient comme le « groupe obe » (en anglais : Obe Cluster) et qu'eux aussi ont décidé de la nommer de la sorte dans leur étude.
En 2011, Yoder (un des auteurs de l'étude d'Otronyi et al.) fait une demande de modification du code de langue ISO 639-3 du putukwam pour changer son nom en « utugwang-irungene-afrike » (ou éventuellement « groupe obe » ou « groupe ebe ») à la SIL (qui est l'autorité d'enregistrement pour ces codes), avec les arguments précités, mais également le fait que les locaux auxquels ils ont parlé préfèrent le nom « groupe ebe », car ebe est le terme pour « nous » dans tous les dialectes, et que « groupe obe » ne signifie rien pour eux.
Cette requête a été rejetée, sous prétexte que l'autorité d'enregistrement ne change pas les noms, à moins qu'ils soient erronés ou péjoratifs, et qu'elle n'adoptera pas un nom nouvellement inventé par des étrangers qui n'a pas été adopté par les locuteurs de la langue et qui n'est pas bien établi dans la littérature. Le SIL utilise donc encore le nom « putukwam », ainsi que l'OLAC.
Cependant, « utugwang-irungene-afrike » est le nom choisi par les bases de données linguistiques Ethnologue et Glottolog pour désigner cette langue.

## Utilisation
Il est parlé par environ 70 000 personnes de tous âges en 2012, à la maison et au village, principalement dans l'État de Cross River (zones de gouvernement local d'Obudu, d'Ogoja, et de Bekwarra) et dans l'État de Benue (zone de gouvernement local de Vandeikya).
Ses locuteurs utilisent également le bekwarra, l'anglais et le pidgin nigérian.
Le taux d'alphabétisation de ceux l'ayant comme langue maternelle est de 10 %.

## Caractéristiques
Le putukwam fait partie des langues bendi, un groupe de langues nigéro-congolaises, qui ont été classées parmi les langues cross river (c'est encore le cas pour Ethnologue), mais pour Roger Blench (en) et d'autres linguistes, elles font plutôt partie des langues bantoïdes méridionales (Glottolog reprend cette classification).

### Dialectes
Ethnologue et Glottolog recensent les dialectes suivants, :
- afrike (aferike, utumane) ;
- irungene (mbe afal, mbe de l'est, mbube oriental, obe, mbe supérieur) ;
- mgbenege (ngbenege) ;
- okworogung (ukworogung) ;
- ukwortung (okorotung) ;
- utugwang (otukwang, utukwang).

Blench donne quant à lui la liste suivante :
- obe ;
- mgbenege ;
- utugwang ;
- okwọrọgung ;
- okwọrọtung.

L'utugwang semble intelligible avec tous les dialectes et l'afrike et l'irungene sont mutuellement intelligibles.